# Centro de Tecnologia da Universidade Federal do Ceará
O Centro de Tecnologia da Universidade Federal do Ceará (CT ou CT-UFC) é a unidade acadêmica da Universidade Federal do Ceará que ministra cursos de engenharia, design e arquitetura e urbanismo na cidade de Fortaleza. Seu pilar foi a criação da Escola de Engenharia da Universidade do Ceará (EEUC), a primeira escola de engenharia do Estado do Ceará, em 1955.
De acordo com o Exame Nacional de Desempenho de Estudantes (Enade), do Ministério da Educação, é um dos melhores centros tecnológicos das universidades brasileiras, sendo o melhor do Norte e Nordeste do Brasil. Além disso, em 2012, as graduações em Arquitetura e Urbanismo e em engenharias elétrica, mecânica e química figuraram entre as melhores do País.

## História
A Escola de Engenharia da Universidade do Ceará foi criada pela Lei 2.383, de 3 de janeiro de 1955. Sua instalação ocorreu em solenidade realizada durante Assembleia Universitária sediada no Theatro José de Alencar no dia 21 de janeiro de 1956. O primeiro diretor da recém-criada escola foi o Professor Prisco Bezerra, professor e ex-diretor da Escola de Agronomia do Ceará. A direção foi, posteriormente, assumida por Antônio Pinheiro Filho, professor da Escola de Minas de Ouro Preto. Com o retorno de Pinheiro Filho para Ouro Preto, José Lins de Albuquerque se tornou diretor da Unidade.
Mais tarde, em virtude do Decreto 54 370/1964, foi criada a Escola de Arquitetura da Universidade do Ceará. Em 26 de dezembro de 1964, a Escola foi oficialmente instalada pelo então presidente da república Marechal Humberto Castello Branco. Em 1968, com a implantação da Reforma Universitária, a Escola de Arquitetura foi transformada em Faculdade de Artes e Arquitetura, compondo o recém-criado Centro de Humanidades. Além do curso de Arquitetura e Urbanismo, os cursos de Arte Dramática (CAD) e Canto Coral eram parte da unidade.
Com a conclusão da Reforma Universitária, em 1973, a Escola de Engenharia e a parte de Arquitetura da Faculdade de Artes e Arquitetura passaram a integrar o Centro de Tecnologia, sendo substituídas por departamentos e cursos.

## Departamentos
O Centro de Tecnologia da UFC possui onze departamentos responsáveis pelas disciplinas e atividades acadêmicas, em sua maioria e juntamente com os demais departamentos da UFC, em especial aqueles do ciclo básico, oferecidas semestralmente aos seus alunos. 